# ピエール・エ・ジル
ピエール・エ・ジル（ピエール&ジル、ピエールとジル、Pierre et Gilles）とは、ピエール・コモワ（Pierre Commoy）とジル・ブランシャール（Gilles Blanchard）の2人のフランス人ゲイ・パートナーのアーティスト。独自のセット、コスチューム、それに修正処理など非常に様式化された写真を制作する。ポルノグラフィ（とくにジェームズ・ビドグッド）や宗教を含む大衆文化およびゲイ・カルチャーからのイメージをフィーチャーすることが多い。

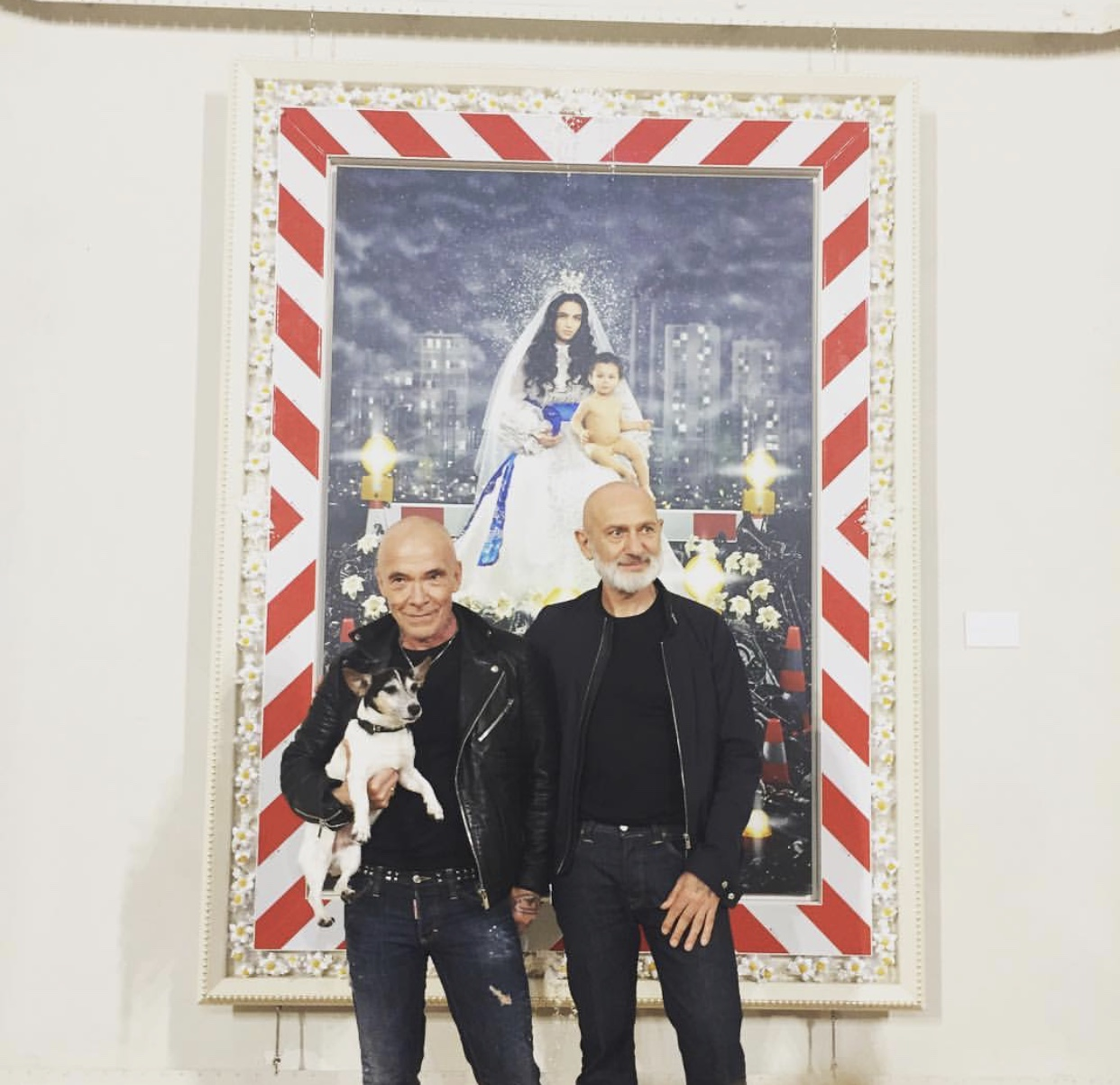
2018年のインターナショナルアートブックアンドフィルムフェスティバルのピエール（左）とジル（右）

## 経歴
ピエール・コモワは写真家で、1949年、ラ・ロッシュ＝シュル＝ヨンに生まれた。
ジル・ブランシャールは画家で、1953年、ル・アーヴルに生まれた。
美術を学んだ後、ともに1973年パリに移り、そこで1976年に二人は出逢い、一緒に仕事を始めた。

## 作品
ピエール・エ・ジルの撮った人物写真には次のような人々が含まれる。ミュージシャンでは、リオ（Lio）、ハレド（Khaled）、エティエンヌ・ダオー、マリー・フランス（Marie France）、ミカド（Mikado<細野晴臣のプロデュースしたノン・スタンダード参加フランス人デュオ>）、マーク・アーモンド（Marc Almond）、マリリン・マンソン、マドンナ、カイリー・ミノーグ、イレイジャー、ディー・ライト、ザ・クリーチャーズ（The Creatures）、ニーナ・ハーゲン、ココロージー(アルバム「The Adventures of Ghosthorse and Stillborn」)、アマンダ・リア(アルバム「Diamonds for Breakfast」)、ザ・クリーチャーズ(アルバム「Anima Animus」)、モデルのナオミ・キャンベル、女優のカトリーヌ・ドヌーヴ、男優のレイク・アンダーソン（Layke Anderson）、ファッションデザイナーのジャン＝ポール・ゴルチエなど。日本人では、山口小夜子、天海祐希、歌手のサンディー、菊池桃子、プロ野球選手の新庄剛志など。
マーク・アーモンドの1990年のミュージック・ビデオ『A Lover Spurned』では監督も手掛けた。